# George, Iowa
George är en ort i Lyon County i Iowa. Vid 2010 års folkräkning hade George 1 080 invånare.